# Sampson Medal
La Sampson Medal (en français : Médaille Sampson) est une médaille de campagne de la marine américaine (US Navy) qui a été autorisée par une loi du Congrès des États-Unis en 1901. La médaille était décernée au personnel ayant servi sur les navires de la flotte du contre-amiral William T. Sampson lors d'opérations de combat dans les eaux des Antilles et de Cuba. La Sampson Medal était également connue sous le nom de West Indies Naval Campaign Medal, à ne pas confondre avec la West Indies Campaign Medal qui était une décoration distincte. Une décoration commémorative similaire était la Dewey Medal (médaille Dewey), considérée comme plus ancienne que la Sampson Medal

## Création
La Sampson Medal a été autorisée pour la première fois par une résolution conjointe du Congrès des États-Unis le 3 mars 1901. La résolution autorisait le secrétaire de la Marine à faire produire des médailles de bronze pour commémorer les engagements navals dans les Antilles et sur les côtes de Cuba pendant la guerre hispano-américaine. La médaille devait être remise aux officiers et aux hommes de la Marine (US Navy) et du Corps des Marines des États-Unis ayant participé à des engagements et à des batailles jugés suffisamment importants pour mériter leur commémoration,.
La résolution stipulait également que ceux qui pourraient être admissibles à une reconnaissance pour leur participation à plus d'un engagement ne recevraient pas une deuxième médaille, mais une " barre de bronze portant une inscription appropriée, à attacher au ruban auquel la médaille est suspendue ".

## Apparence
L'avers de la médaille a été conçu par Charles E. Barber. Il représente un buste de l'amiral Sampson. Le revers a été conçu par George T. Morgan. Il représente un officier de marine, un marin et un Marine debout sur un bloc identifiant l'action pour laquelle la médaille a été décernée. Le ruban de la médaille est suspendu à une broche portant le nom du navire du récipiendaire. Le nom du récipiendaire est gravé sur le bord inférieur de la médaille, ce qui en fait l'une des deux seules médailles officiellement émises portant le nom d'un récipiendaire.
Des agrafes de campagne ou des barres d'engagement ont été autorisées pour être portées sur le ruban, montrant diverses batailles et le nom du navire qui y avait participé. La médaille a été décernée pour 47 engagements ou escarmouches et certaines personnes ont reçu plusieurs barrettes d'engagement. Lorsqu'elle était portée en ruban sur un uniforme militaire, aucun dispositif n'était autorisé.

## Galerie

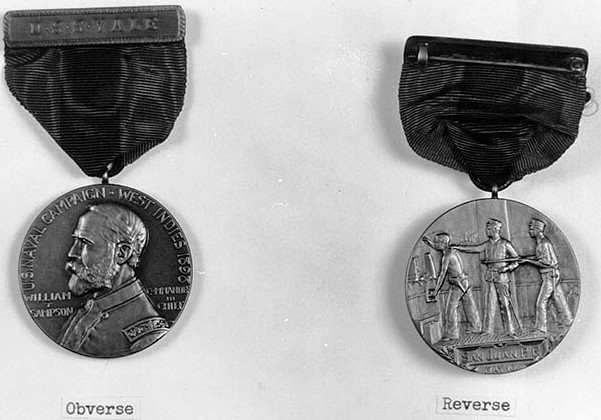
Avers et revers de la Sampson Medal

## Source
- (en) Cet article est partiellement ou en totalité issu de l’article de Wikipédia en anglais intitulé « Sampson Medal » (voir la liste des auteurs).